# Kishanganj
Kishanganj est une ville qui est le chef-lieu du district de Kishanganj dans la division de Purnia de l'État de Bihar, en Inde.

## Transports
Le train Dibrugarh-Kânyâkumârî Vivek Express qui relie Dibrugarh, dans l'Assam, à Kânyâkumârî, au Tamil Nadu, fait un arrêt dans la ville.